# Francis Richards (Gouverneur)

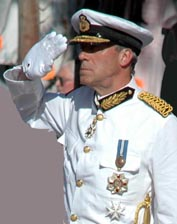
Sir Francis Richards, Mai 2005

Sir Francis Richards, KCMG, CVO (* 1945) ist ein ehemaliger britischer Diplomat. Er war von 2003 bis 2006 Gouverneur Gibraltars. 
Sein Vater Sir Brooks Richards diente während des Zweiten Weltkriegs im Special Operations Executive.
Richards besuchte das Eton College und studierte anschließend am King’s College (Cambridge). Danach machte er Karriere in der britischen Armee und war unter anderem auf Zypern stationiert.
Nachdem seine Armeekarriere wegen einer Verletzung beenden musste, wechselte er in den Diplomatischen Dienst und war unter anderem in Moskau, Wien, Neu-Delhi und Namibia eingesetzt, bevor er höhere Ämter im Foreign and Commonwealth Office übernahm.
Von 1998 bis 2003 war er Direktor des Government Communications Headquarters (GCHQ; engl. für Regierungskommunikationshauptquartier) in Cheltenham. Sein Nachfolger ist David Pepper.
Richards ist verheiratet und hat zwei Kinder. 